# 125. Sesja MKOl
125. Sesja MKOl odbyła się w hotelu Buenos Aires Hilton w Buenos Aires w dniach 7-10 września 2013. Podczas Sesji został wybrany gospodarz Letnich Igrzysk Olimpijskich w 2020 roku, a także nowy prezydent MKOl. Ogłoszona została także ostatnia, 26. dyscyplina, która będzie rozgrywana na Igrzyskach w roku 2020.

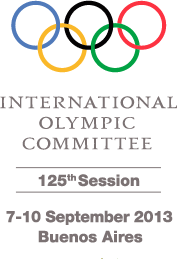
Oficjalne logo

## Wybór gospodarza IO 2020
Członkowie MKOl dokonali wyboru gospodarza Letnich Igrzysk Olimpijskich w 2020 roku 7 września 2013 r.
23 maja 2012 r. Komitet Wykonawczy MKOl ogłosił troje kandydatów.

### Kandydaci
- Stambuł
- Tokio
- Madryt

### Odrzucone aplikacje
Baku i Doha zostały odrzucone przez MKOl. Z kolei Rzym wycofał się krótko po złożeniu aplikacji ze względu na kłopoty finansowe rządu.

## Wybory prezydenta MKOl
Sesja wybrała 9. Prezydenta MKOl 10 września. Na następcę Jacques’a Rogge’a zgłosiło się sześciu kandydatów.
- Thomas Bach[1].
- Ng Ser Miang[2].
- Ching-Kuo Wu[3].
- Richard Carrion[4].
- Denis Oswald[5].
- Siergiej Bubka[6].

## 26. sport olimpijski
12 lutego 2013 roku Komitet Wykonawczy MKOl ogłosił listę 25 sportów, które znajdą się w programie Igrzysk Olimpijskich w roku 2020. Niespodziewanie nie znalazły się na niej zapasy, które dołączyły tym samym do grona dyscyplin, nad przyjęciem których głosowali członkowie MKOl podczas Sesji. Podczas kolejnego zebrania Komitetu Wykonawczego MKOl zadecydowano, że pod głosowanie poddane zostaną kandydatury zapasów, squasha oraz baseballu/softballu.